# ويليام تومسون (سياسي كندي)
ويليام تومسون هو فلاح وسياسي كندي، ولد في 17 يونيو 1786 في نيو برونزويك في كندا، وتوفي في 18 يناير 1860. انتخب Member of the Legislative Assembly of Upper Canada ‏ (1824 – 1844).